# 階杉
階杉（かいすぎ）は、株式会社CLOUD9（クラウドナイン）が展開する日本のラーメン店ブランド。
山口県岩国市を本拠とし、山口県・広島県を中心に直営・フランチャイズ店舗を展開している。2024年にはタイ・バンコクにも出店している。

## 概要
階杉は、地域密着を理念とした飲食ブランドである。単なる飲食提供にとどまらず、「この街にこの店があってよかった」と思われる存在を目指している。
運営する株式会社CLOUD9は、広告・デザイン制作、セントラルキッチン運営なども行っている。

## 沿革
- 2012年2月 - 「ラーメン階杉 岩国本店」開業
- 2014年5月 - 株式会社CLOUD9設立
- 2015年6月 - 「ラーメン階杉 ゆめタウン大竹店」開業
- 2017年7月 - 「汁なし担担麺 階杉 周南店」開業[1]
- 2021年3月 - 「RAMEN OF TODAY ゆめタウン東広島店」開業[2]
- 2022年3月 - 「汁なし担担麺 階杉 防府店」開業[3]
- 2022年10月 - 「汁なし担担麺 階杉 山口店」開業
- 2023年2月 - 「ラーメン階杉 広島八丁堀店」開業[4]
- 2023年10月 - 「汁なし担担麺 階杉 おのだサンパーク店」開業[5]
- 2023年11月 - セントラルキッチン「KAISUGI LAB」完成
- 2024年8月 - 「RAMEN KAISUGI Bangkok(タイ)」開業[6][7]
- 2025年4月 - 「RAMEN OF TODAY 下松店」開業[8]

## ブランド
- ラーメン階杉（岩国本店、八丁堀店、大竹店）
- 汁なし担担麺 階杉（周南、防府、山口、山陽小野田）
- RAMEN OF TODAY（東広島、下松）
- RAMEN KAISUGI（海外店舗）

## 特徴
階杉は「こだわりの仕事で その地域に欠かせない存在へ /  MY HOOD MY FOOD」というコンセプトを掲げ、地元地域との共生を重視する。飲食未経験者の採用にも積極的で、成長段階に応じた人材育成制度を導入している。セントラルキッチン「KAISUGI LAB」にて材料の自社製造を行い、店舗展開を支えている。

## 運営会社
- 社名：株式会社CLOUD9（クラウドナイン）
- 本社：山口県岩国市室の木町3丁目16-9
- 設立：2014年（法人登記）
- 代表取締役：杉原正之
- 従業員数：60名（2025年5月現在）
- 主な事業：
  - 飲食店の経営（ラーメン店・居酒屋など）
  - グラフィック・WEB・動画などの制作事業
  - セントラルキッチンによる製造業務